# Neopistria esmeralda
Neopistria esmeralda là một loài bướm đêm trong họ Noctuidae.